# Festival des deutschen Films

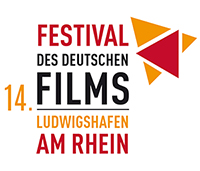
Logo des Festivals 2018

Das Festival des deutschen Films Ludwigshafen am Rhein ist ein Filmfestival, das von der gleichnamigen gGmbH seit dem Jahr 2005 auf der Ludwigshafener Parkinsel veranstaltet wird. Zunächst fand es in zwei Kinozelten statt, 2018 gab es erstmals ein drittes Kinozelt. Die 21. Auflage soll vom 20. August bis 7. September 2025 stattfinden.

## Geschichte
Das Filmfestival wurde durch die „Zukunftsinitiative Metropolregion Rhein-Neckar“ und durch die Unterstützung der BASF AG ermöglicht. Es wurde mit seinen „Strandgesprächen“ zu einem Treffpunkt junger deutscher Regisseure, Produzenten, Verleiher und Schauspieler. Resultat davon ist die „Ludwigshafener Position“ – aus intensiven Gesprächen zwischen den anwesenden Regisseuren und Produzenten mit der Themenstellung „Was braucht der deutsche Film?“ entstand eine gemeinsame Resolution, die 2005 von 22 Filmregisseuren, Schauspielern und Produzenten unterzeichnet wurde. Sie forderte eine primär künstlerische Ausrichtung des deutschen Films.
Im zweiten Jahr fand erstmals eine Sommerakademie statt. Sie ging hervor aus den Strandgesprächen des Vorjahres. An einer „Meisterschule“ konnten sich deutsche Filmemacher austauschen. Die Sparkasse Vorderpfalz und die GAG Ludwigshafen beteiligten sich erstmals an der Finanzierung des Festivals.
Die Stadt Ludwigshafen sicherte erstmals zusammen mit den bisherigen Sponsoren den Fortbestand des Festivals: Mit großer Mehrheit stimmte der Gemeinderat dem Wunsch der Oberbürgermeisterin Eva Lohse einer Mitfinanzierung zu. Ab 2008 sponserte auch das Klinikum der Stadt Ludwigshafen das Festival.
2009 wurde die Besucherzahl verdreifacht. Besucher waren unter anderem Hannelore Elsner, die den „Preis für Schauspielkunst“ entgegennahm, Senta Berger, die ihren neuen Film vorstellte, und Werner Schroeter. Es war einer seiner letzten Auftritte, Schroeter starb im April 2010.
Seit 2011 kann der Filmkunstpreis gleichberechtigt nicht nur an reine Kinoproduktionen und Kino-Fernseh-Misch-Produktionen gehen, sondern auch an reine Fernsehproduktionen in Deutschland. Im Jahr 2010 erhielt Moritz Bleibtreu den „Preis für Schauspielkunst“. Ebenfalls 2011 stiegen die Technischen Werke Ludwigshafen als Sponsor ein.

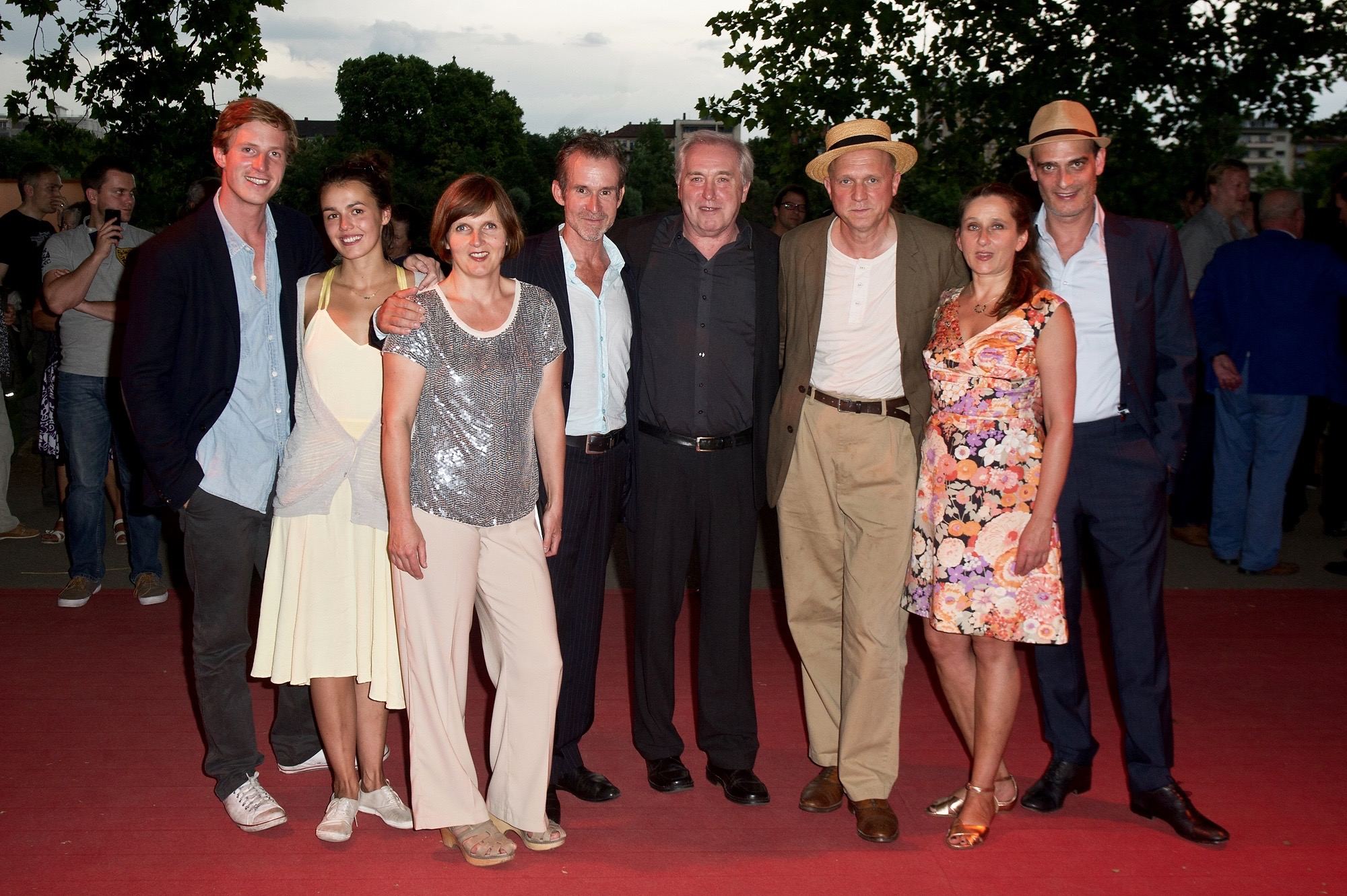
Auf dem Roten Teppich des Jubiläums Festivals 2014 (Von links nach rechts Golo Euler, Lucie Heinze, Programm-Managerin Daniela Kötz, Ulrich Matthes, Festivaldirektor Michael Kötz, Ulrich Tukur, Barbara Philipp und Anatole Taubman)

Das 9. Festival im Jahr 2013 erreichte eine erneute Steigerung der Besucherzahl. Wegen des Rheinhochwassers Ende Mai/Anfang Juni 2013 wurde das Festival-Gelände kurzfristig auf eine Brachfläche am Luitpoldhafen, gegenüber der Parkinsel, verlegt. Die Vorführungen des 22. Juni mussten aufgrund eines Großbrandes einer Lagerhalle in unmittelbarer Nähe aus Sicherheitsgründen abgesagt werden.
Bei der 10. Auflage vergab das Festival 2014 erstmals den „Medienkulturpreis von Ludwigshafen am Rhein“ und zeichnete damit eine Fernsehredaktion aus, die hauptverantwortlich für eine besonders gelungene neue Fernsehfilm-Produktion (Fernsehspiel) ist, die vorbildhaft für den Erhalt einer Medienkultur in Deutschland ist und der es unabhängig von Einschaltquoten um Qualitätsfernsehen im Bereich des Fernsehspiels geht.
2016 wurden 245 Vorführungen und 90 Filmgespräche präsentiert.
2017 fand das Festivals erstmals im Spätsommer statt, vom 30. August bis 17. September, um den immer wiederkehrenden Überschwemmungen der Parkinsel auszuweichen. 41 Regisseure, 88 Produzenten und andere Branchenvertreter sowie 62 Schauspieler waren mit über 60 neuen Filmwerken zu Gast. Seit dem Frühjahr hat das Festival auch sein Büro in Ludwigshafen und den Namen der Stadt voll in sein Logo integriert.
2018 ging das Festival nach 19 Tagen (22. August bis 9. September 2018) und 115.000 Besuchern zu Ende. In diesem Jahr waren 377 Branchenvertreter zu Gast, 21 Regisseure, 65 Schauspieler, 197 Produzenten, Redakteure des Fernsehens und andere sowie 94 Pressevertreter. Erstmals gab es ein drittes Kinozelt, in dem Beiträge des Kinderfilmfests und der Reihe Salon – Internationaler Film gezeigt wurden.
2019 stellte das Festival einen neuen Besucherrekord mit 120.000 Menschen auf und begrüßte 378 Fachbesucher und 100 Pressevertreter, das waren 20 % mehr als im Vorjahr.
2020 fand das Festival coronabedingt in einer Notausgabe vom 26. August bis 13. September mit nur einem Open-Air-Kino auf der Parkinsel statt. Mit einer Auslastung von 80 Prozent endete die spezielle 16. Ausgabe mit rund 15.000 Besuchern. In der parallel stattfindenden kostenlosen Onlineversion des Festivals „Dahääm/at Home“ sahen rund 7.000 Zuschauer 12 ausgewählte Film-Highlights der vergangenen Jahre des Festivals. Die damit verbundene Abstimmung über die Beliebtheit der Filme ergab auf Rang eins mit 92 % Zustimmung, dass der Film Blaubeerblau, Regie Rainer Kaufmann, den Sonderpreis „Rheingold Extra 2020“ erhält. Auf Platz zwei und drei der Beliebtheit lagen die Filme Der weiße Äthiopier, Regie Tim Trageser, und Im Schmerz geboren, Regie Florian Schwarz.
2021 fand das Festival mit 60.000 Menschen in zwei Zeltkinos und zwei Freiluftkinos auf der Parkinsel statt. Trotz Bahnstreiks begrüßte das Festival über 300 Gäste aller Gewerke. Es wurden 315 Vorstellungen vorgeführt und 105 Filmgespräche angeboten. Das Festivalprogramm  präsentierte in diesem Jahr eine Auswahl von insgesamt 56 Produktionen, die um den Publikumspreis „Rheingold“, gestiftet von dem Förderkreis des Festivals, konkurrierten. 17 Filme liefen im Wettbewerb um den Filmkunstpreis des Festivals in drei Kategorien. Dazu gab es 11 Gastbeiträge und 7 Kinderfilme.
2022 fand das 18. Festival des deutschen Films Ludwigshafen am Rhein vom 24. August bis 11. September 2022 mit 88.000 Besuchern in zwei Zeltkinos und einem Freiluftkino auf der Parkinsel statt. 73 Filmgespräche mit den Kreativen vor und hinter der Kamera organisierte das Festival in diesem Jahr, 10.000 Menschen nahmen daran teil. Die von etablierten Filmkritikern geführten Diskussionsrunden – in dem Jahr mit Julia Teichmann, Josef Schnelle und Rüdiger Suchsland – sind ein wichtiger Bestandteil des Festivals. Das Festivalprogramm präsentierte eine Auswahl von insgesamt 49 Filmen, davon 40 deutsche und neun internationale Produktionen. 2022 begrüßte das Festival wieder über 300 Gäste aller Gewerke.

## Bildergalerie

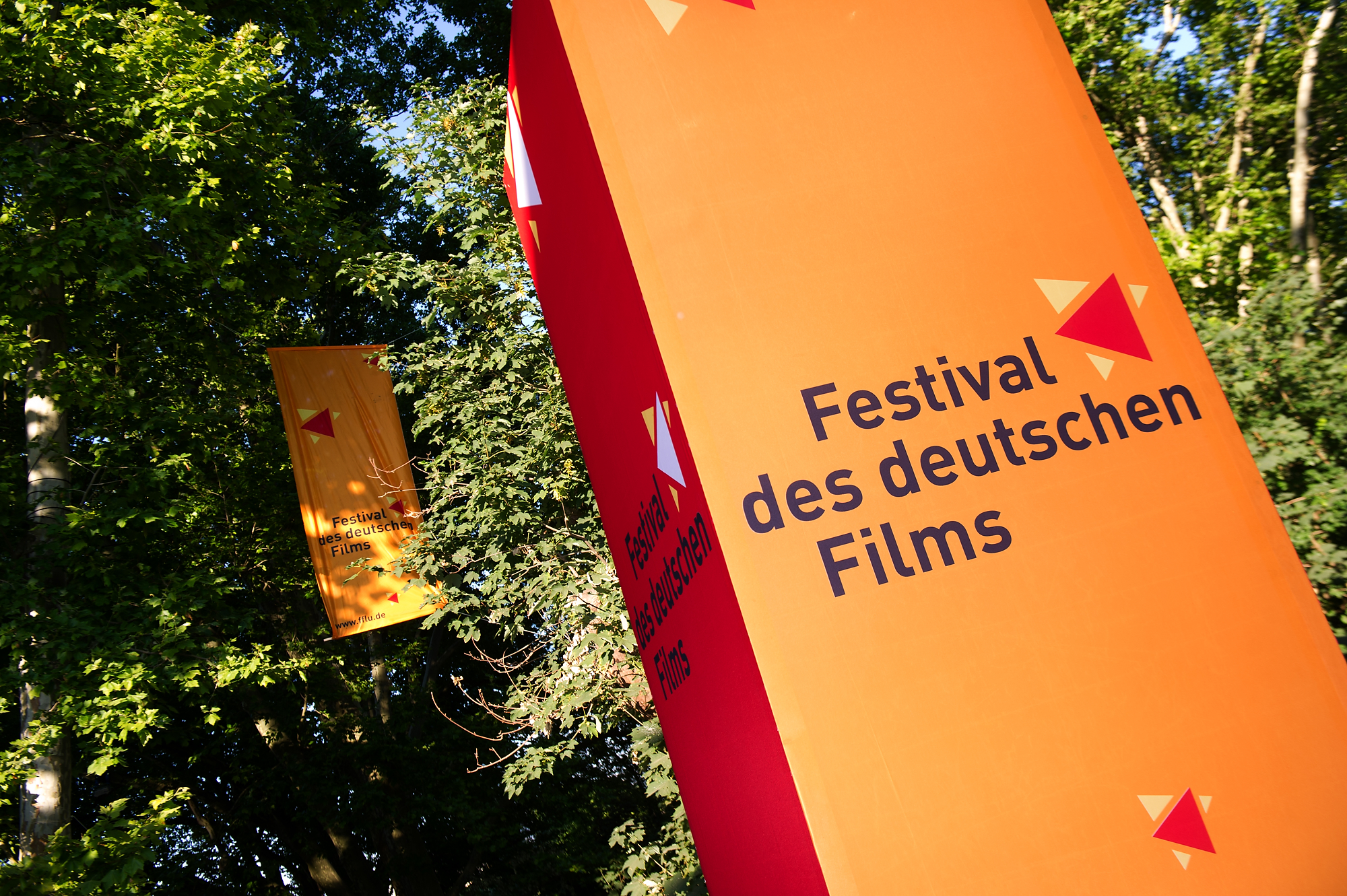
Logo des Festivals des deutschen Films
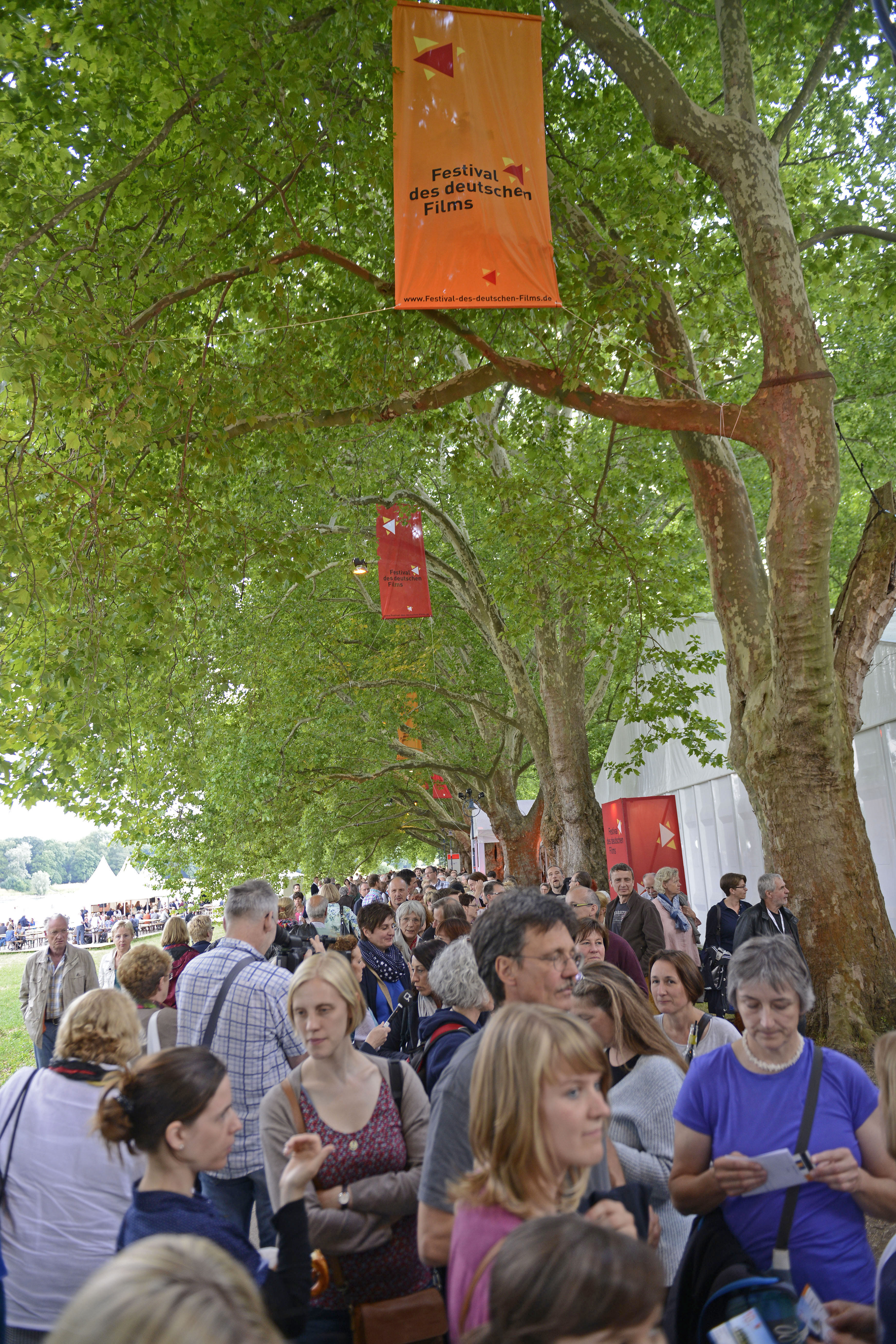
Besuchermassen 2014
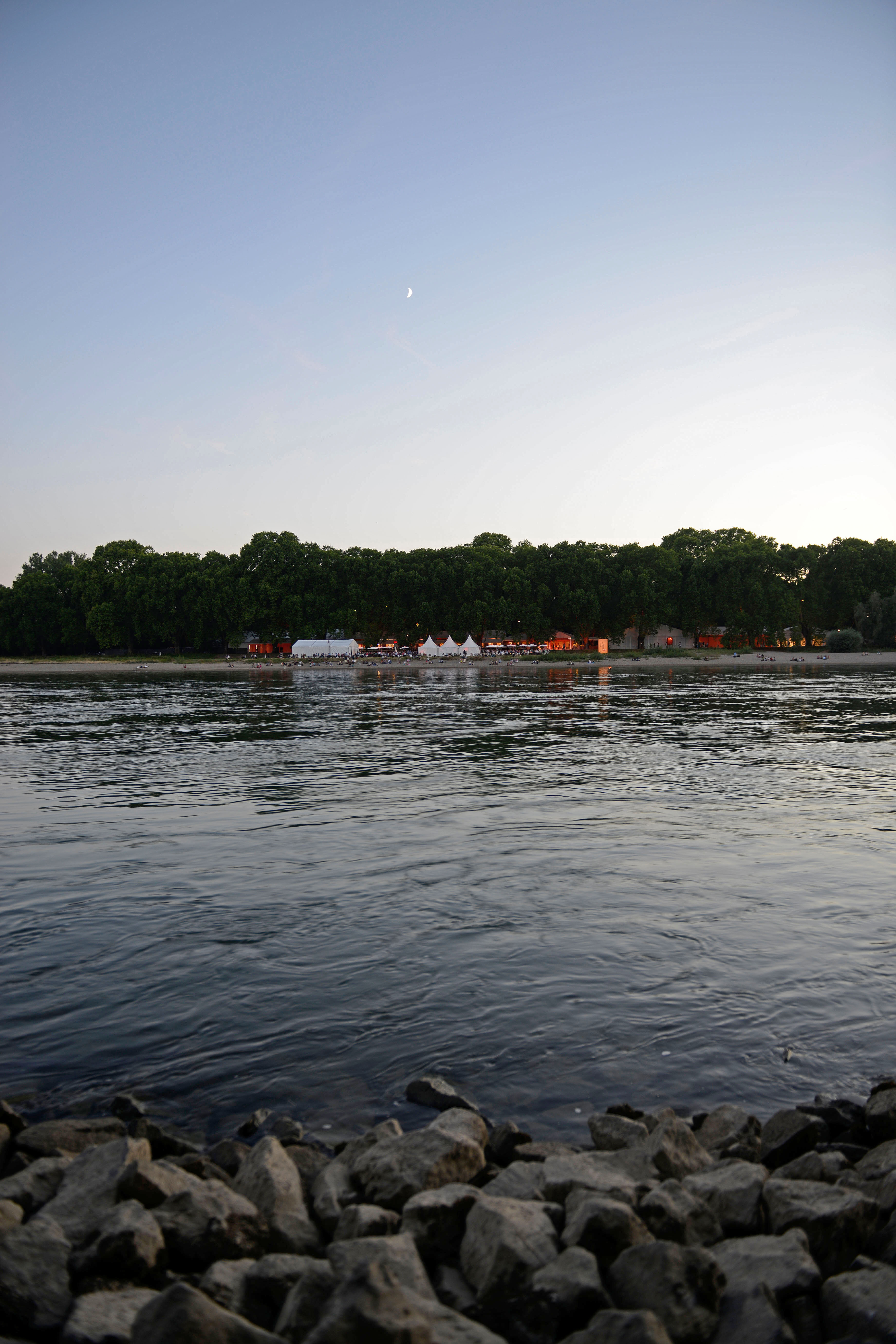
Ansicht auf die Zeltlandschaft
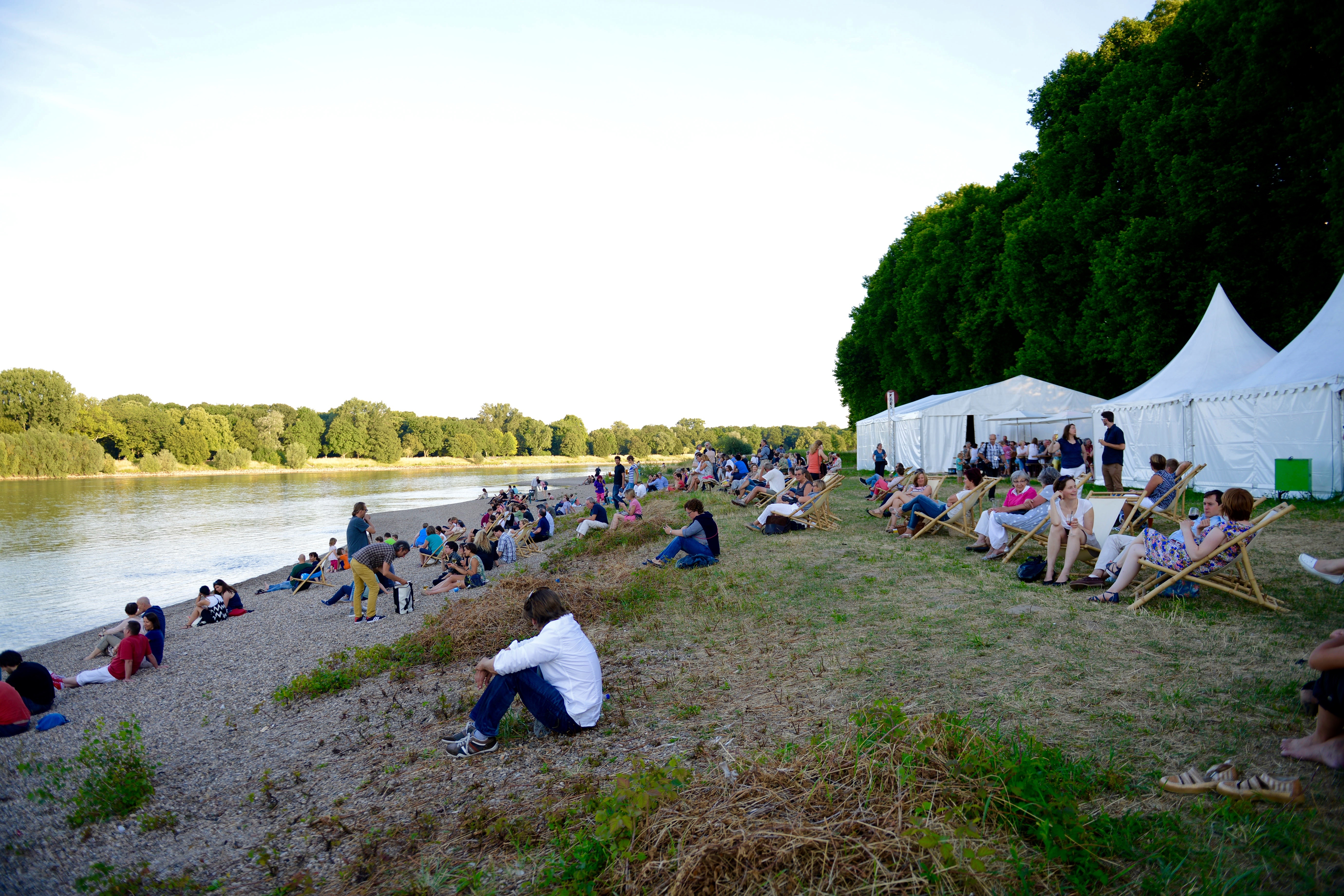
Besucher des Festivals 2014 genießen die Atmosphäre des Rheins
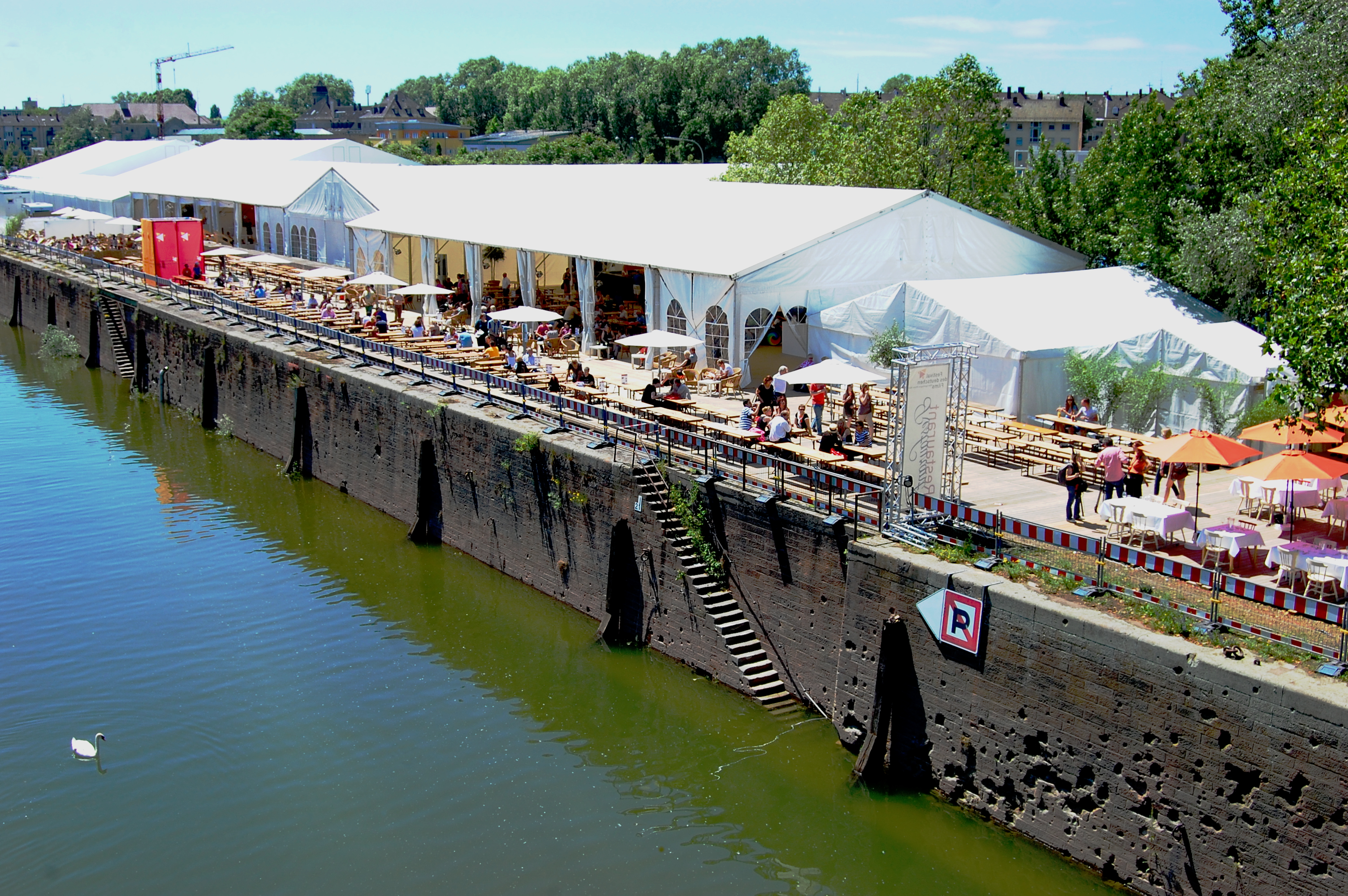
Das FDDF auf alternativem Standort wegen des Hochwasserschadens 2013

## Festivalleitung
- Michael Kötz, Intendant und künstlerischer Direktor
- Daniela Kötz, Programmdirektorin

## Preise
- Ludwigshafener Filmkunstpreis – seit 2019 mit 30.000 Euro (bis 2017 50.000 €, 2018 20.000 €) dotiert. Er wird von einer Fachjury an den „besten deutschen Film“ vergeben. Entscheidend ist die „ästhetische Qualität“, egal ob Kino- oder Fernsehproduktion. Jeweils 10.000 Euro gehen an die Regie, an den Produzenten und an den deutschen Filmverleih, der den Film ins Kino bringt. Die Preisgelder werden ohne Bedingungen vergeben. Eine unabhängige, jährlich neu berufene Jury anerkannter Persönlichkeiten des deutschen Films vergibt den Preis. Zwei weitere Filme erhalten eine lobende Erwähnung, die „Ludwigshafener Auszeichnungen“.

- Rheingold – Der Ludwigshafener Publikumspreis – gleichwertig wie der Ludwigshafener Filmkunstpreis und seit 2018 unter dem Namen Rheingold in gleicher Höhe dotiert (bis 2017 10.000 €). Jeweils 10.000 Euro gehen an die Regie, an den Produzenten und 10.000 Euro an den deutschen Filmverleih, der den Film ins Kino bringt. Die Preisgelder werden ohne Bedingungen vergeben. Über den Preisträger stimmt das Publikum unter den neueren Filmen des Programms ab (Bewertung pro Vorstellung in Relation zur Anzahl pro Vorstellung).

- Preis für Schauspielkunst – Preis an „herausagende Persönlichkeiten der Schauspielkunst“, seit 2005 verliehen.

- Ludwigshafener Drehbuchpreis – Preis für einen Drehbuchautor, der eine „herausragende Arbeit im Bereich von Film und Fernsehen in Deutschland vorgelegt hat“, 2013 erstmals vergeben.

- Regiepreis Ludwigshafen – Preis für einen Regisseur, der eine „herausragende Filmarbeit präsentiert hat“, 2018 erstmals vergeben.

- Medienkulturpreis – Preis für einen „besonders cineastisch gelungenen“ reinen Fernsehfilm, der ohne Kinobeteiligung entstanden ist. Er wird von einer „renommierten Persönlichkeit der Film- und Fernsehwelt“ als einzelner Juror vergeben.

- Kinderfilmpreis Der goldene Nils – seit 2014 vergeben. Die Jury besteht aus Kindern im Alter zwischen acht und zwölf Jahren sowie Redakteuren der Rheinpfalz und dem Kurator Rolf-Rüdiger Hamacher.

## Preisträger

### Ludwigshafener Filmkunstpreis
- 2005: Netto von Robert Thalheim und Matthias Miegel
  - Besondere Auszeichnung: Durchfahrtsland von Alexandra Sell

- 2006: Sehnsucht von Valeska Grisebach
  - Besondere Auszeichnung: Futschicato von Olav F. Wehling und Swinger Club von Jan Georg Schütte

- 2007: Jagdhunde von Ann-Kristin Reyels
  - Besondere Auszeichnung: Hotel Very Welcome von Sonja Heiss

- 2008: Das Gelübde von Dominik Graf
  - Besondere Auszeichnung (zu gleichen Teilen): MondKalb von Sylke Enders und Sieben Tage Sonntag von Niels Laupert

- 2009: Weitertanzen von Friederike Jehn
  - Besondere Auszeichnung (zu gleichen Teilen): Diese Nacht von Werner Schroeter und Mitte Ende August von Sebastian Schipper

- 2010:
  - Bester Film: Orly von Angela Schanelec
  - Originellste Darstellungsform: Shahada von Burhan Qurbani
  - Originellstes Thema: Shahada von Burhan Qurbani
  - Besondere Einzelleistung: Robert Gwisdek in Renn, wenn du kannst
  - Filmkunst-Sonderpreis Herausragender Fernsehfilm 2010: Tatort – Altlasten von Eoin Moore

- 2011:
  - Filmkunstpreis 2011: Schlafkrankheit von Ulrich Köhler
  - Besondere Auszeichnungen der Jury (undotiert):
    - Regiepreis: Johannes Naber für Der Albaner
    - Drehbuchpreis: Jan Schomburg für Über uns das All
    - Beste Schauspieler:
      - Eberhard Kirchberg in den Filmen der Dreileben-Trilogie
      - Heino Ferch in Spuren des Bösen
      - Sandra Hüller in Über uns das All und Brownian Movement

- 2012:
  - Filmkunstpreis 2012: Für Elise von Wolfgang Dinslage
  - Besondere Auszeichnungen der Jury:
    - Bestes Drehbuch: Erzsébet Rácz für Für Elise
    - Bestes Schauspielerensemble: Sven Gielnik, Eye Heidara, Hans-Jochen Wagner und Carolina Clemente in Implosion
    - Beste Tongestaltung:Uwe Bossenz für Der Fluss war einst ein Mensch

- 2013:
  - Filmkunstpreis 2013: Kohlhaas oder die Verhältnismäßigkeit der Mittel von Aron Lehmann
  - Besondere Auszeichnungen:
    - Bernd Fischer für die Bildgestaltung von Alaska Johansson und Ende der Schonzeit
    - Lina Wendel für die Darstellung der Hauptfigur in Silvi

- 2014:
  - Filmkunstpreis 2014: Vergiss mein Ich von Jan Schomburg
  - Besondere Auszeichnungen der Jury:
    - Die Moskauer Prozesse von Milo Rau
    - Gesamtes Ensemble von Tatort: Im Schmerz geboren
    - Schauspielerensemble: Tristan Göbel, Jördis Triebel und Alexander Scheer in Westen

- 2015:
  - Filmkunstpreis 2015: Im Sommer wohnt er unten von Tom Sommerlatte
  - Besondere Auszeichnungen der Jury:
    - Müdigkeitsgesellschaft von Isabella Gresser, für das Gesamtkunstwerk
    - Schauspieler Sebastian Blomberg in Verfehlung
    - Kameramann Frank Blau, für den Film Spreewaldkrimi: Die Sturmnacht

- 2016:
  - Filmkunstpreis 2016: Vor der Morgenröte von Maria Schrader

- 2017:
  - Filmkunstpreis 2017:
    - Casting von Nicolas Wackerbarth
    - Western von Valeska Grisebach[6]

  - Besondere Auszeichnungen der Jury:
    - Happy von Carolin Genreith
    - Luft von Anatol Schuster

- 2018:
  - Filmkunstpreis 2018: Tatort: Murot und das Murmeltier von Dietrich Brüggemann
  - Besondere Auszeichnungen der Jury:
    - Styx von Wolfgang Fischer
    - Wer hat eigentlich die Liebe erfunden? von Kerstin Polte

- 2019:
  - Filmkunstpreis 2019: Sag du es mir von Michael Fetter Nathansky
  - Lobende Erwähnungen:
    - Atlas, Regie: David Nawrath, Drehbuch gemeinsam mit Paul Salisbury
    - Es gilt das gesprochene Wort, Regie: Ilker Çatak, Drehbuch gemeinsam mit Nils Mohl

- 2021:
  - Filmkunstpreis Ludwigshafen:
    - Bester Film: Ivie wie Ivie von Sarah Blaßkiewitz
    - Bestes Drehbuch: Jan Schomburg und Maria Schrader für Ich bin dein Mensch
    - Beste Regie: Bastian Günther für One of These Days

  - Ludwigshafener Auszeichnung:
    - Schauspiel von Dan Stevens in Ich bin dein Mensch
    - Regieleistung von Gregory Kirchhoff in Baumbacher Syndrome

- 2022:
  - Filmkunstpreis Ludwigshafen:
    - Bester Film: Stasikomödie von Leander Haußmann
    - Bestes Drehbuch: Norbert Baumgarten für Gesicht der Erinnerung
    - Beste Regie: Friederike Jehn für Tatort: Borowski und die große Wut

  - Ludwigshafener Auszeichnung:
    - Schauspielerische (Ensemble)Leistung: Iris Berben, Godehard Giese, Claude Heinrich für Und dann steht einer auf und öffnet das Fenster,
    - Regie: Natja Brunckhorst für Alles in bester Ordnung
    - Drehbuch: Silke Zertz für Laufen

- 2023:
  - Filmkunstpreis Ludwigshafen:
    - Bester Film: Sonne und Beton, Regie: David Wnendt, Drehbuch gemeinsam mit Felix Lobrecht
    - Bestes Drehbuch: Alice Gruia für Seid einfach, wie ihr seid
    - Beste Regie: Lars Kraume für Die Unschärferelation der Liebe

  - Ludwigshafener Auszeichnung:
    - Kamera: Judith Kaufmann für Das Lehrerzimmer
    - Produktionsleistung von Thomas Kufus in Der vermessene Mensch
    - Darbietung von Martina Gedeck und Nastassja Kinski in Die stillen Trabanten

- 2024:[7]
  - Filmkunstpreis Ludwigshafen:
    - Bester Film: Angelina Maccarone für Klandestin
    - Beste Regie: Thomas Arslan für Verbrannte Erde
    - Bestes Drehbuch: Oliver Ziegenbalg für One For The Road

  - Ludwigshafener Auszeichnung:
    - Aylin Tezel für Falling into Place
    - Senita Huskić für Trapps Sommer
    - Meret Becker und Luise Landau für Familie is nich

### Preis für Schauspielkunst
- 2005: Hanna Schygulla und Eckart Stein (Ehrenpreis für Filmkunst)
- 2006: Klaus Maria Brandauer
- 2007: Katja Riemann
- 2008: Nina Hoss und Devid Striesow
- 2009: Hannelore Elsner
- 2010: Moritz Bleibtreu
- 2011: Andrea Sawatzki
- 2012: Sandra Hüller und Otto Sander
- 2013: Bruno Ganz
- 2014: Anna Loos und Jan Josef Liefers
- 2015: Corinna Harfouch und Mario Adorf
- 2016: Maria Furtwängler und Ulrich Tukur
- 2017: Martina Gedeck und Matthias Brandt
- 2018: Iris Berben[4]
- 2019: Julia Koschitz und Bjarne Mädel
- 2021: Ulrich Matthes und Claudia Michelsen
- 2022: Anne Ratte-Polle und Verena Altenberger
- 2023: Axel Milberg und Justus von Dohnányi
- 2024: Liv Lisa Fries, Christoph Maria Herbst und Joachim Król[8]
- 2025: Rainer Bock[9]

### Rheingold – Ludwigshafener Publikumspreis
- 2005: Die blaue Grenze von Till Franzen und SommerHundeSöhne von Cyril Tuschi
- 2006: Neun Szenen von Dietrich Brüggemann
- 2007: Für den unbekannten Hund von Dominik Reding und Benjamin Reding und Hotel Very Welcome von Sonja Heiss
- 2008: Nur ein Sommer von Tamara Staudt und Finnischer Tango von Buket Alakuş
- 2009: Der Rote Punkt von Marie Miyayama und Ihr könnt euch niemals sicher sein von Nicole Weegmann
- 2010: Renn, wenn du kannst von Dietrich Brüggemann und Kinshasa Symphony von Claus Wischmann und Martin Baer
- 2011: Ein Tick anders von Andi Rogenhagen
- 2012: Blaubeerblau von Rainer Kaufmann und Schuld sind immer die Anderen von Lars-Gunnar Lotz
- 2013: Die mit dem Bauch tanzen von Carolin Genreith
- 2014: Tatort: Im Schmerz geboren von Florian Schwarz und Jack von Edward Berger
- 2015: Über den Tag hinaus von Martin Enlen
- 2016: Jonathan von Piotr J. Lewandowski und Der Äthiopier von Tim Trageser
- 2017: Ich war eine glückliche Frau von Martin Enlen[6]
- 2018: 303, Regie: Hans Weingartner, Drehbuch: Silke Eggert
- 2019: Crescendo, Regie: Dror Zahavi, Drehbuch gemeinsam mit Johannes Rotter
- 2021: Sterben ist auch keine Lösung, Regie: Ingo Rasper, Drehbuch: Matthias Lehmann
- 2022: Und dann steht einer auf und öffnet das Fenster, Regie: Till Endemann, Drehbuch: Astrid Ruppert
- 2023: Wir haben einen Deal, Regie: Felicitas Korn, Drehbuch: Marie-Helene Schwedler
- 2024: Sterben für Beginner, Regie: Christian Klandt, Drehbuch: Benedikt Gollhardt[7]

### Ludwigshafener Drehbuchpreis
- 2013: Martin Rauhaus für Adieu Paris, Beatrice Meier für Abseitsfalle und Jürgen Werner für Tod an der Ostsee
- 2014: Holger Joos für Ein offener Käfig
- 2015: Gerd Schneider für Verfehlung
- 2016: Michael Proehl für Das weiße Kaninchen
- 2017: Markus Busch für Am Abend aller Tage
- 2022: Eva und Volker A. Zahn
- 2023: Dorothee Schön
- 2025: David Ungureit

### Medienkulturpreis
- 2014:
  - Liane Jessen und Jörg Himstedt von der Fernsehredaktion HR – Fernsehspiel und Spielfilm für Tatort: Im Schmerz geboren
  - Michael Schmidl und Manfred Hattendorf von der Fernsehredaktion SWR – Film und Kultur für Ein offener Käfig

- 2015:
  - Gebhard Henke und Nina Klamroth von der WDR-Redaktion Fernsehfilm, Kino und Serie für Ich will dich
  - Liane Jessen und Jörg Himstedt von der Fernsehredaktion HR – Fernsehspiel und Spielfilm für Tatort: Wer bin ich?

- 2016:
  - Claudia Gerlach-Benz von der Fernsehfilmredaktion des SWR für Das weiße Kaninchen

- 2017:
  - Lucia Keuter (WDR)

- 2018:
  - Frankfurt, Dezember 17 (Petra K. Wagner/Fernsehspielredaktion des Hessischen Rundfunks)

- 2019:
  - Und wer nimmt den Hund?, inszeniert von Rainer Kaufmann, geschrieben von Martin Rauhaus
  - Im Schatten der Angst, inszeniert von Till Endemann, geschrieben von Rebekka Reuber und Marie-Therese Thill

### Der goldene Nils
- 2014:
  - Quatsch und die Nasenbärbande von Veit Helmer
  - lobende Erwähnung: Sputnik von Markus Dietrich

- 2015:
  - Rico, Oskar und die Tieferschatten von Neele Leana Vollmar

- 2016:
  - Not without us von Sigrid Klausmann-Sittler

- 2017:
  - Amelie rennt von Tobias Wiemann

- 2018:
  - Jim Knopf und Lukas der Lokomotivführer von Dennis Gansel

- 2019:
  - Rocca verändert die Welt von Katja Benrath
  - Sonderpreis: Invisible Sue von Markus Dietrich

### Regiepreis Ludwigshafen
- 2018: Hans Weingartner
- 2019: Rainer Kaufmann
- 2023: Thomas Stuber
- 2025: Kai Wessel

### Ehrenpreis für die Lebensleistung
- 2025: Edgar Reitz[10]